# زدراوینگه (پروکوپیه)
زدراوینگه (به صربی: Zdravinje) یک منطقهٔ مسکونی در صربستان است که در پروکوپلیه واقع شده‌است. زدراوینگه ۱۸۴ نفر جمعیت دارد.